# Chicuelina

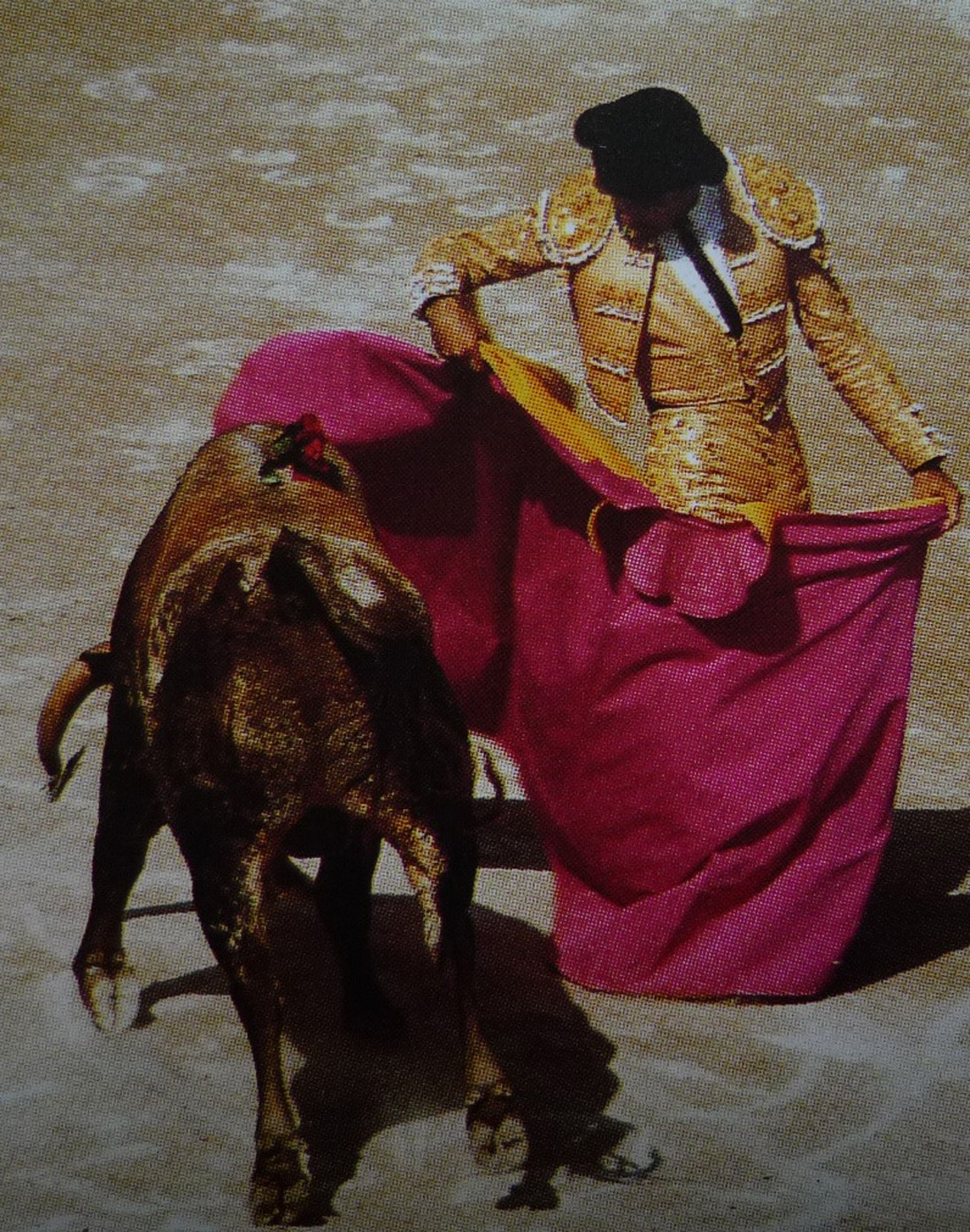
Chicuelina

Dans le monde de la tauromachie, la chicuelina est une passe de cape inventée par Manuel Jimenez « Chicuelo ».

## Historique

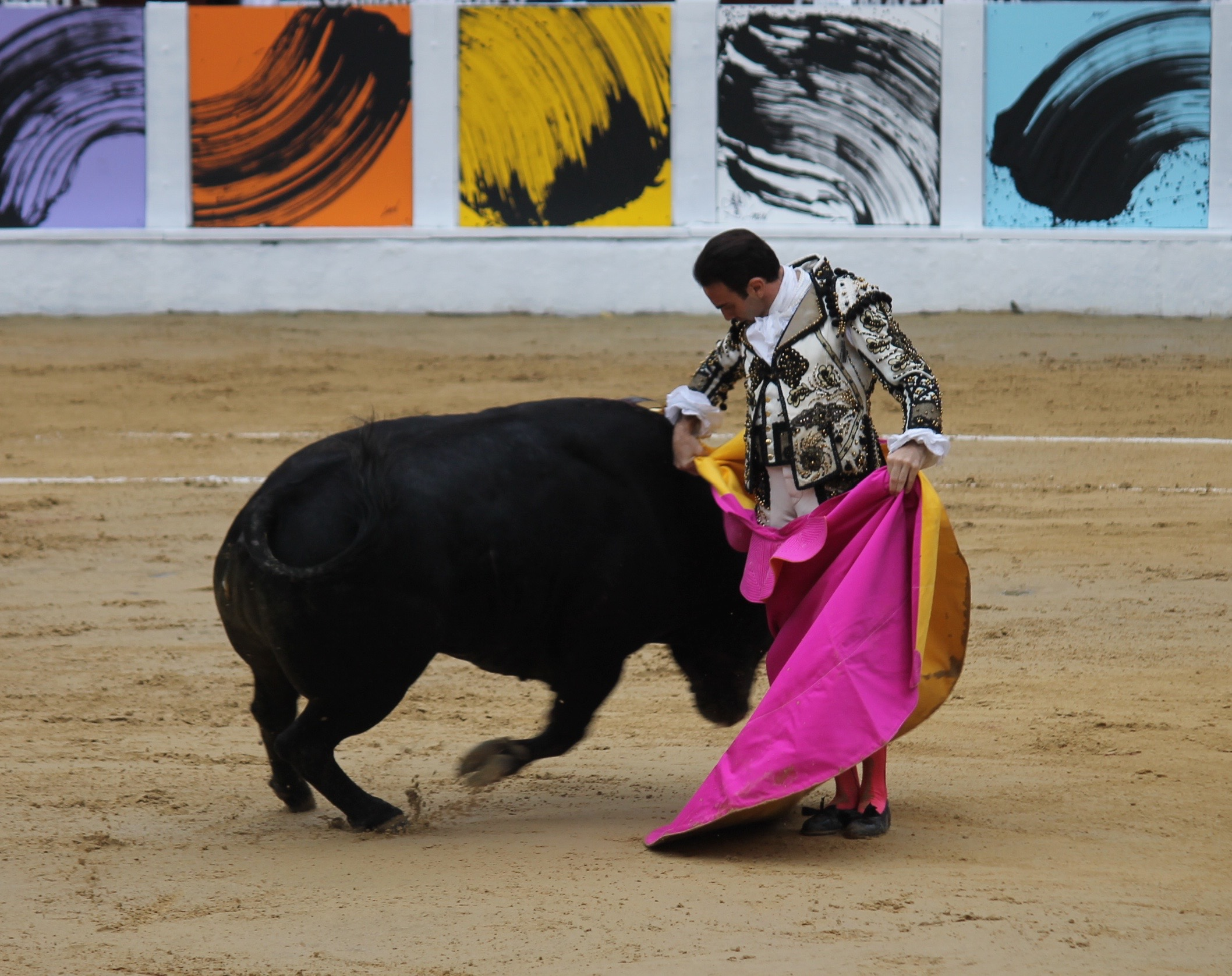
Chicuelina de Enrique Ponce en Bogotá (2019)

Cette passe de cape très prisée du public et des matadors était à l'origine une passe de toreo comique que  Francisco Díaz Pérez « Pacorro » eut l'idée d'introduire dans la corrida formelle. (La corrida formelle est une corrida avec pique, banderilles et mise à mort du taureau, se distinguant ainsi des novilladas et capeas.) 
Selon Robert Bérard, c'est par « Chicuelo » qu'elle a été introduite dans  l'arène au début du XXe siècle, bien que cette invention soit attribuée de manière incertaine à un torero comique : Rafael Dutrús Zamora « Llapisera ».
La chicuelina a fait une brillante apparition en 1921 dans l'arène au cours de la « corrida des trois Manuels », Varelito, « Chicuelo » et Manuel Granero, à Valence. C'est au cours d'un « duel de quites » que « Chicuelo » improvisa la suerte qui porte son nom.
Paco Camino est souvent considéré comme celui qui a exécuté les plus brillantes chicuelinas. 
Elle a aussi de nombreux synonymes car les historiens de la tauromachie y voient une variante d'une autre passe plus ancienne. Dérivée de la navarra pour José-Antonio del Moral, elle est une variante directe de la véronique pour Auguste Lafront

## Description

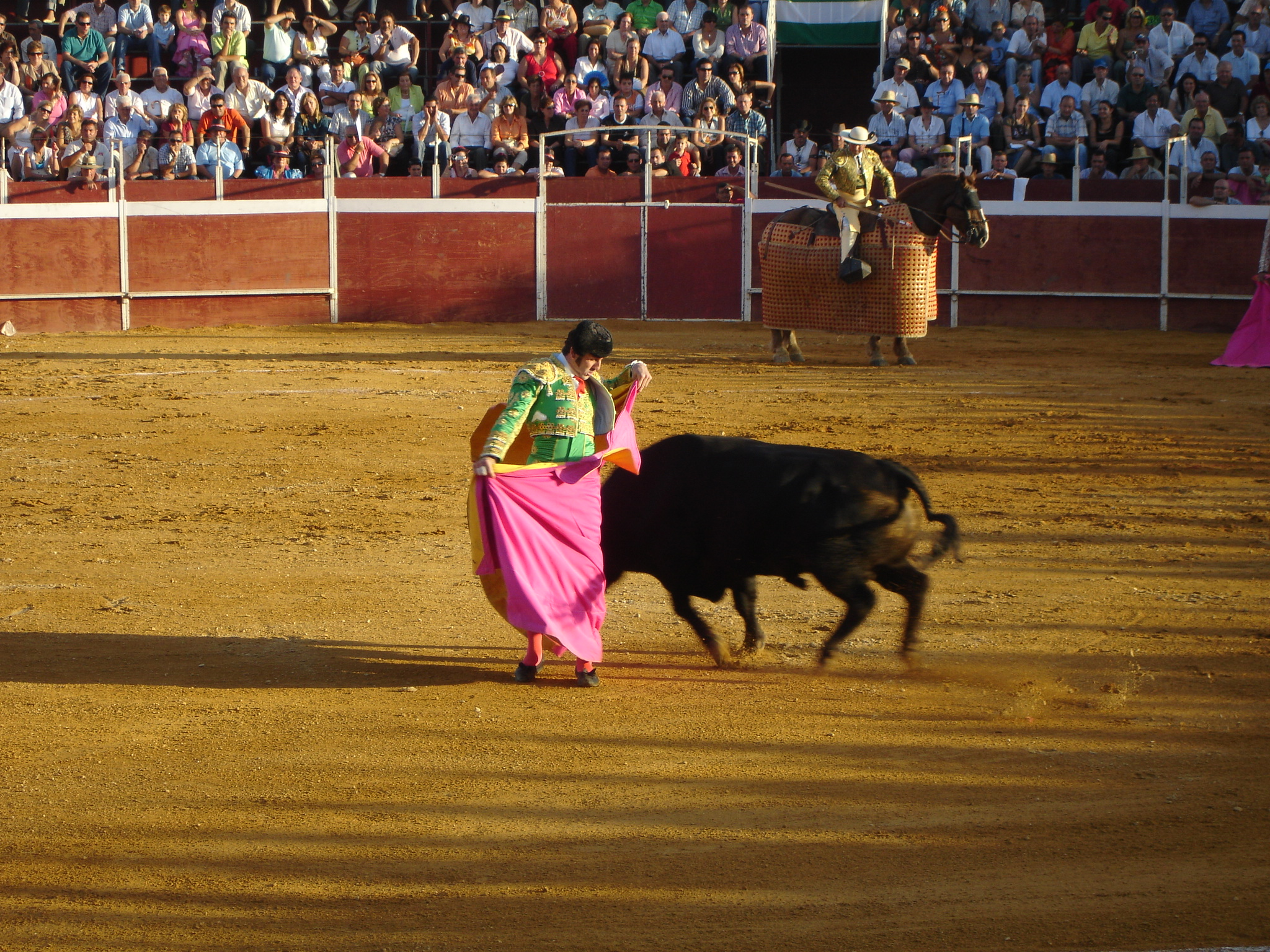
Juan José Padilla en 2006 dessinant une chicuelina

Le torero l'exécute en tenant sa cape devant lui, provoque l'attaque du taureau, se laisse dépasser d'une tête par celui-ci, et tourne sur place (vers l'extérieur, du côté opposé du taureau). L'étoffe retombe alors et vient recouvrir le bas de son corps ou son épaule, selon que la cape a été tenue au niveau des hanches ou de la poitrine. C'est l'adorno habituel des quites. Si le matador entraîne le taureau dans une marche en zigzag, la chicuelina devient chicuelina corrida (« chicuelina marchée »), manœuvre dans laquelle excellait le Portugais Victor Mendes en conduisant son taureau au piquero.
Elle prend toute sa suavité lorsqu'elle est exécutée lentement, sans à-coups et sans sècheresse
Selon Néstor Luján, « chaque matador avait une façon personnelle de l'interpréter. Manolo Bienvenida donnait la cape très basse, de façon cachée, secrète. Cagancho usait d'une sorte de négligence et d'« un mystère à l'andalouse », Calesero les donnait lentes, arrêtées, invraisemblables. »